# Jerzy I Waldeck-Pyrmont
Jerzy I (ur. 6 maja 1747 w Bad Arolsen, zm. 9 września 1813 w Pyrmont) - hrabia Pyrmont (1805-1813), następnie książę Waldeck-Pyrmont (1812-1813).

## Życie
Jerzy był synem księcia Karola Augusta Fryderyka von Waldeck (1704-1763) i Christiane Henriette von Pfalz-Zweibrücken (1725-1816), córki palatyna Chrystiana III Wittelsbacha. Dnia 24 września 1812, po śmierci swego brata Fryderyka Karola, został księciem Waldeck-Pyrmont-Rappoltstein.

## Rodzina
12 września 1784 w Otterwisch ożenił się z Augustą (1768-1849), córką księcia Augusta II Schwarzburg-Sondershausen i miał z nią dzieci:
- Kristiana Waldeck-Pyrmont 1787-1806), ksieni w Schaaken
- Karol Waldeck-Pyrmont (1788-1795)
- Jerzy II Waldeck-Pyrmont (1789-1845), książę Waldeck-Pyrmont
- Fryderyk Waldeck-Pyrmont (1790-1828), hrabia Waldeck, mąż Urszuli Polle
- Krystian Waldeck-Pyrmont (1792-1795)
- August Waldeck-Pyrmont (1793-1794)
- Jan Ludwik Waldeck-Pyrmont (1794-1814)
- Ida Waldeck-Pyrmont (1796-1869), od 1816 żona Jerzego Wilhelma, księcia Schaumburg-Lippe
- Wolrad Waldeck-Pyrmont (1798-1821)
- Matylda Waldeck-Pyrmont (1801-1823), od 1817 żona księcia Eugeniusza Wirtemberskiego
- Karol Christian Waldeck-Pyrmont (1803-1846), od 1841 mąż hrabiny Amelii Lippe-Biesterfeld
- Karolina Waldeck-Pyrmont (1804-1806)
- Hermann Waldeck-Pyrmont (1809-1876), od 1833 mąż hrabiny Agnieszki Teleki von Szék